# Limonium dichotomum
El limonio de los yesos  es una especie de planta de la familia Plumbaginaceae.

## Descripción
Planta perenne, con hojas de 30-95 x 15-30 mm. La flor es de pequeño tamaño, de color violáceo o azulado y con corolas de 7-8 x 1,7-2 mm. Espigas de 10 a 40 mm. Muy semejante a Limonium erectum y Limonium toletanum.

## Hábitat
Es una especie endémica del centro de la península ibérica. Se puede encontrar en la Comunidad de Madrid, donde se ha documentado en lugares como el Parque regional del Sureste y los Cerros de Alcalá, y en la vecina Castilla-La Mancha, en las provincias de Toledo, Ciudad Real y Cuenca. Es común su presencia en terrenos salinos o en cerros yesíferos.

## Nombres vernáculos
Limonio de los yesos, Penachos de siempreviva y Plumeros de salinas.